# Inocencio Berruguete

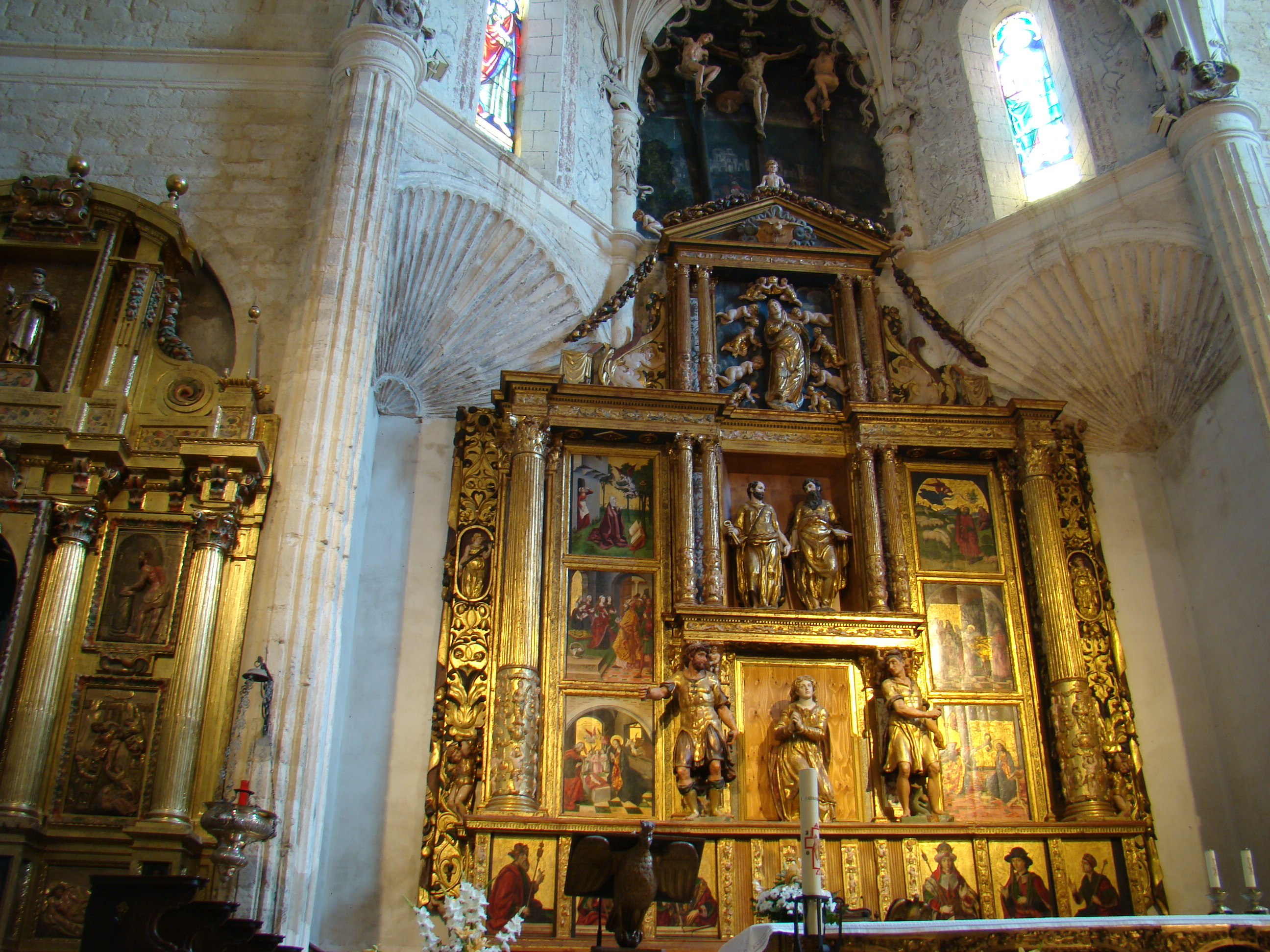
Retablo mayor de la iglesia de Santa Eulalia en Paredes de Nava (Palencia).

Inocencio Berruguete (Paredes de Nava, hacia 1520 - fallecido hacia 1575) fue un escultor renacentista español. 

## Biografía
Pertenece a la saga de artistas de la familia Berruguete. Su figura ha quedado eclipsada por la fama de su abuelo, Pedro Berruguete, y su tío Alonso Berruguete.
Nació en Paredes de Nava hacia 1520. Se formó profesionalmente en el taller de su tío Alonso. Seguramente ayudó a éste en la labra de la sillería del coro de la catedral de Toledo. Emparentó también con el escultor Esteban Jordán , ya que fue su cuñado. Alonso Berruguete le enseñó el arte de la escultura y le protegió toda su vida como escultor y como pariente

[…] procurando de él hacer todo provecho y dar toda la ganancia que ha podido.

Trabajó también con Juan de Juni, del que también recibió influencias. 
El hecho de haber estado entre astístas tan señeros como Alonso Berruguete o Juan de Juni es lo que puede explicar que Inocencio Berruguete haya pasado relativamente desapercibido en la Historia del Arte Español.

## Obra escultórica

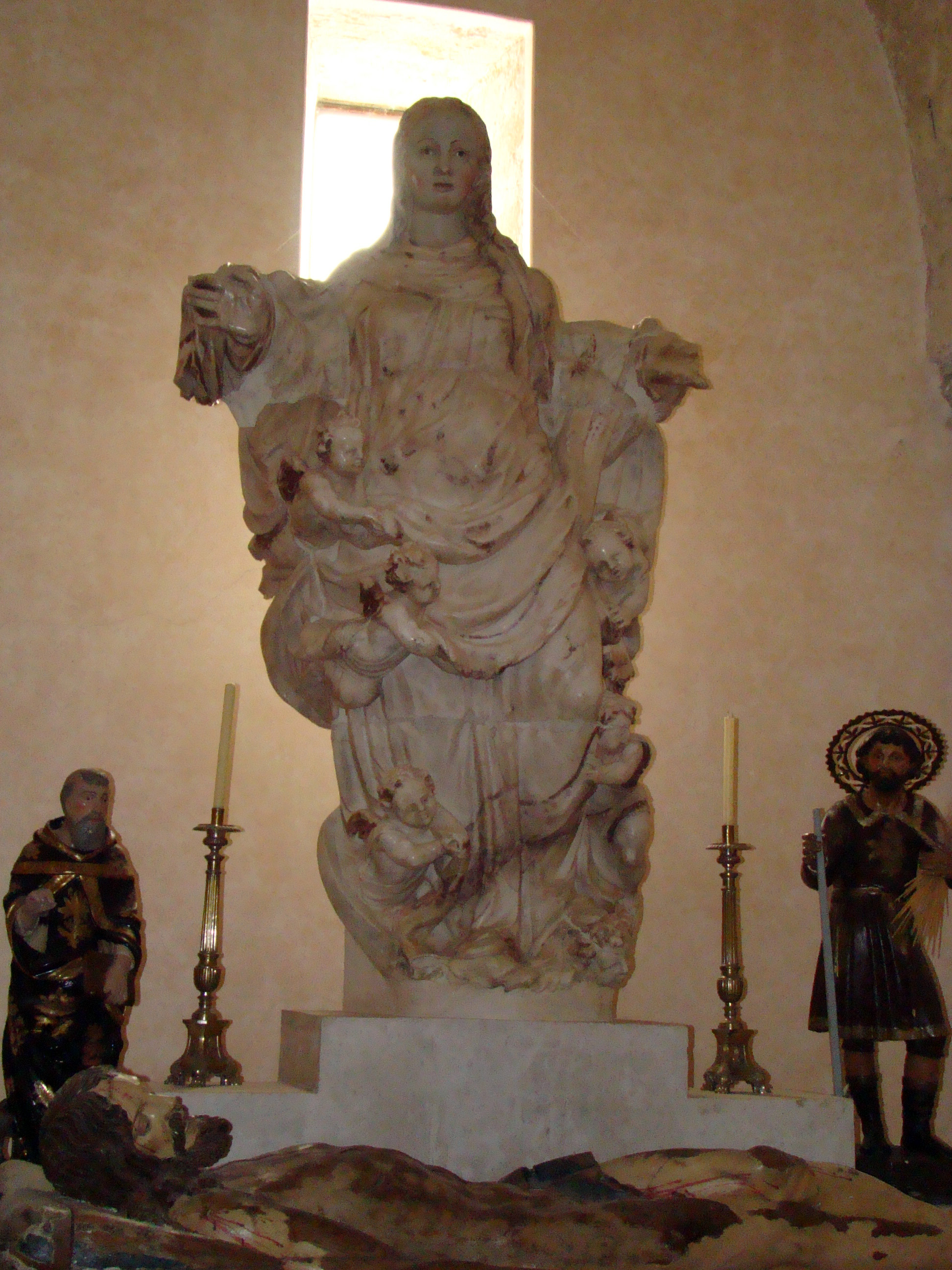
Asunción del antiguo retablo del monasterio de la Santa Espina, hoy en San Cebrián de Mazote.

Sus mejores obras, que se conocen por descripciones o por contratos, se hallan en paradero desconocido.
Una de las obras de encargo de más envergadura fue la organización y disposición del nuevo retablo de la iglesia de Santa Eulalia en Paredes de Nava, que sustituyó al que había anteriormente en estilo Gótico, con tablas de Pedro Berruguete. El trabajo fue un encargo que se hizo a Inocencio Berruguete en colaboración con su cuñado Esteban Jordán. En un documento del Archivo Histórico se dice:

[…] Ytem los dos lados del cuerpo de en medio a de llevar tres tableros de cada lado de pintura que son ansi mesmo de Berruguete el viejo guarnecidos con molduras y de los lados de los tableros que es en los cabos ángel de ir […]

La traza y esculturas (salvo el Calvario que es de Alonso Berruguete o de su escuela) son de Inocencio y de Jordán. Inocencio Berruguete labró además los grutescos de la parte baja de las columnas.
Se cataloga como una de las esculturas más bellas de este artista el grupo de la Asunción, en alabastro, que perteneció al antiguo retablo del monasterio de la Santa Espina (Valladolid) y que se halla en la actualidad en la iglesia de San Cebrián de Mazote (Valladolid).
Otra obra importante es el retablo de la iglesia del Salvador de Simancas (Valladolid), de 1562, en colaboración con Juan Bautista Beltrán que finalmente lo terminó.